# Юсупов, Азим Усманович
Азим Усманович Юсупов (20 февраля 1940, Толстой-Юрт, Чечено-Ингушская АССР — 28 августа 2020) — советский и российский чеченский поэт и писатель, поэт-песенник, переводчик, краевед, литературный критик, член Союза писателей Чечни, член Союза журналистов России (1979). Заслуженный деятель искусств Чеченской Республики (2011).

## Биография
В результате депортации в 1944 году оказался в Киргизии. После восстановления республики семья вернулась на родину. Юсупов окончил курсы водителя и бурильщика. Во время службы в армии в 1959—1963 годах освоил специальности электрика, тракториста и автослесаря. После завершения службы работал в конторе разведывательного бурения, промысловой геофизики, картонажной фабрике, станции переливания крови.
В 1972 году окончил филологических факультет Чечено-Ингушского государственного университета. Затем работал журналистом в республиканской газете Ленинан некъ, был старшим научным сотрудником Чечено-Ингушского научно-исследовательского института истории, языка и литературы. В 1979 году Юсупов стал членом Союза журналистов России.

## Литературная деятельность
Писать стихи на родном языке учился в годы депортации по книге Нурдина Музаева, которую удалось вывезти на чужбину. В 1955 году в Казахстане появилась первая после начала хрущёвской оттепели газета на чеченском языке «Къинхьегаман байракх» (с чеч. — «Знамя труда») и Юсупов стал её внештатным корреспондентом.
После возвращения на родину, в 1957 году его первые стихи были опубликованы в местной прессе. Впоследствии произведения Юсупова регулярно печатались в республиканских газетах и журналах, включались в коллективные сборники молодых литераторов Чечено-Ингушетии. Были изданы несколько книг его стихов, песен, литературно-исторических исследований. Около 400 его стихов стали песнями, которые исполняют известные в республике артисты: Аймани Айдамирова, Хадижат Абуева, Макка Межиева, Раиса Кагерманова и другие.
Был исследователем творчества Михаила Лермонтова и Льва Толстого. Он доказал, что некоторые персонажи произведений Лермонтова «Измаил-Бей» и «Черкесы» — чеченцы. Пребыванию Лермонтова в Чечне посвящена его книга «Чечня и Лермонтов» (написана в соавторстве с сыном Аслуддином Азимовичем). Другая его книга «Тайна наскальной надписи» содержит подробный анализ влияния пребывания в Чечне на творчество Толстого. Азимом Юсуповым был организован в Толстой-Юрте музей памяти писателя.

### Книги

#### На чеченском языке
1. Юсупов А. Даймохк, хьо ду сан илли = Родина, ты моя песня: [нохчийн иллеш, эшарш] — Элиста, 2005. − 405 с.
2. Юсупов А. Кавказан кIентий = Сыны Кавказа: [байташкахь историн роман] — Грозный, 2014. — 464 с.
3. Юсупов А. Серлончин дуьненахь = В мире просветителя: [стихаш, гочдарш, талламаш] — Грозный, 2013. — 348 с.
4. Юсупов А. Син мерзийн мукъамаш = Мелодия душевных струн — Грозный, 2013. — 512 с.
5. Юсупов А. Теркаца суьйре = Вечер на Тереке: [нохчийн иллеш, эшарш] — Махачкала, 2004. — 280 с.
6. Юсупов А. Туррий, пондаррий = Шашка и пондар: [стихаш, стихашкахь повесть, поэмаш, гочдарш] — Элиста, 2005. — 320 с.

#### На русском языке
1. Юсупов А. Тайна наскальной надписи: [Толстой и его кунаки-чеченцы] — Элиста, 2004. — 256 с.
2. Юсупов А. Тернистый путь комиссаров — Грозный, 2009, — 46 с.
3. Юсупов А. У., Юсупов А. А. Чечня и Лермонтов (о лермонтовских героях-чеченцах). — Элиста: АПП «Джангар», 2004. — 232 с. — 1000 экз. — ISBN 5-94587-050-3.

### Произведения, опубликованные в коллективных сборниках и учебных пособиях

#### На чеченском языке
1. Юсупов А. Барта кхоллараллин произведенеш = Произведения устного народного творчества // Иллеш, шира дийцарш, назманаш, кицнаш, хIетал-металш. — Сольжа-ГIала, 2009. С. 367—375.
2. Юсупов А. Безаман маргIал = Росток любви // Яйалур йоцу цIе. — Соьлжа-ГIала: ГУП «Книжное издательство», 2006. — С. 43-44.
3. Юсупов А. БIаьстенан хиш = Весенние воды: [дийцарш, очеркаш] // Къоначу авторийн сборник. Грозный, 1977. — С. 77-102.
4. Юсупов А. Вовшешна къинтера довла = Простим друг друга: [стихаш] // Нохчийн поэзии. Соьлжа-ГIала, ФГУП Издательско-полиграфический комплекс «Грозненский рабочий», 2011 — С. 196—201.
5. Юсупов А. Даймахке = Родине: [стихаш] // Къошшннм кхайкхамца. Грозный. 1976. С. 170—198.
6. Юсупов А. Сан гIала, хьуна хIун хилла = Город мой, что с тобой: [стих] // Грозный в стихах. — Ростов-на-Дону: ООО «Медиа-Полис», 2019. — С. 185.
7. Юсупов А. Хелхаран йиш = Танцевальная песня: [песня] // Кавказан Iуьйре. — Грозный, 2009. — С. 176.
8. Юсупов А. Элина: [стихи] // Дерриге а — хьуна. Грозный, 2006. — С. 39.
9. Юсупов А. «Эскарера кехат» = Письмо из армии: [стихаш] // Сатасаран сахьт. — Грозный, 1986. — С. 201—214.

#### На русском языке
1. Юсупов А. Ваха Дакашев [ведущий танцор своего времени] / Д. Музакаев // «Вайнах» — жизнь моя. — Грозный, 2010. — С. 221—222.
2. Юсупов А. Зулай Сардалова [народная артистка ЧИАССР] / Д. Музакаев // «Вайнах» — жизнь моя. — Грозный, 2010. — С. 208—212.
3. Юсупов А. Курчалоевский соловей [о Султане Магомедове] / Д. Музакаев // «Вайнах» — жизнь моя. — Грозный, 2010. — С. 194—199.
4. Юсупов А. О клиночниках Старого-Юрта / И. Асхабов // Чеченское оружие. — М.: «Клуб Кавказ», 2001. — С. 135.
5. Юсупов А. О клиночниках Старого-Юрта / Э. Аствацатурян // Оружие народов Кавказа. История оружия. — Москва-Нальчик, 1995. — C. 61-62.
6. Юсупов А. Он был первым: [о танцоре Гилани Юсупове] / Д. Музакаев // «Вайнах» — жизнь моя. — Грозный, 2010. — С. 200—203.
7. Юсупов А. Песня о Гехинском Хамзате // Проблемы исторического и культурного взаимодействия России и Чечни (Материалы региональной научно-практической конференции 16 июня 2001 ЧР). — Грозный. — 2002. — С. 49-59.
8. Юсупов А. Певец отчего края [об Умаре Димаеве] / Д. Музакаев // «Вайнах» — жизнь моя. — Грозный, 2010. — С. 184—187.
9. Юсупов А. Последний концерт / Д. Музакаев // «Вайнах» жизнь моя. — Грозный, 2010. — С. 17-24.
10. Юсупов А. Почему мне дорог Толстой // Л. Н. Толстой и Чечня: история и современность. — Грозный, 2009.
11. Юсупов А. Садо Мисербиев и Лев Толстой, или рассказ о том, как чеченец Садо помог Толстому сохранить жизнь и не лишиться Ясной Поляны // Л. Толстой и шейх Кунта-Хаджи Кишиев: проблемы мира и гуманизма. — Тула, 2006.
12. Юсупов А. Тернистый путь артиста [о Шите Эдисултанове] / Д. Музакаев // «Вайнах» — жизнь моя. — Грозный, 2010. — С. 204—207.

### Произведения, опубликованные в периодической печати

#### На чеченском языке
1. Пазлуддинов, А. Иллина гIo оьшу = Песне нужна помощь: [Къамел дIа хьо газеташ дешархочо/ Л Пазлуддинов, А. Юсупов // Ленинан некъ. — 1986. — 10 сент.
2. Юсупов А. Айделаш кедаш = Поднимайте бокалы: [стихаш] // Ленинан некъ. — 1982. — 15 янв.
3. Юсупов А. АллахI, къинхетам белахь = Аллах, смилуйся: [стихаш] // Зов земли. — 1991. — 19 июль.
4. Юсупов А. Артистан некъ = Путь артиста: Эдисултанов ШитIех // Ленинан некъ. − 1986. — 18 янв.
5. Юсупов А. Артистан некъ = Путь артиста // Коммунизман байракх. — 1986. — 12 авг.
6. Юсупов А. Ас дозалла до = Я горжусь: [стих.] //Ленинан некъ. — 1979. — 8 март.
7. Юсупов А. Ас дозалла до = Я горжусь: [Стих.] // Ленинан некъ. — 1979. — 23 апр.
8. Юсупов А. Аьрзунийн мохк = Страна орлов: [стих] // Ленинан некъ. — 1989. — 26 июль.
9. Юсупов А. Аьрзунийн махкахь = Страна орлов // Строитель коммунизма. — 1989. — 26 июль.
10. Юсупов А. Аьчган некъ = Железная дорога // Колхозан дахар. — 1988. — 29 сент.
11. Юсупов А. Бакъ ойла = Правдивая мысль: [стих.] // Ленинан некъ. — 1975. — 20 авг.
12. Юсупов А. Бакъдерг дийначу васташкахь = Правда в живых образах: [РСФСР-н заслуженный, а, Нохч-ГIалгIайн АССР-н халкъан артистан Я. М. Зубайраевн 60 шо кхачарна] // Ленинан некъ. 1977. — 11 дек.
13. Юсупов А. Бакъдерг — исбаьхьаллин басаршца = Правда в художественных красках // Ленинан некъ. − 1984. — 4 апр.
14. Юсупов А. Бакъонан къийсамхо = Борец за правду // Васт — 1998, — № 10. — дек.
15. Юсупов А. Бакъонан малхехьа = За солнце правды: [Советан Iедалехьа къийсамехь дакъалацархочух Д. Цуцаевх] // Ленинан некъ. — 1978. — 24 мая.
16. Юсупов А. Батте = Луне: [стих.] // Ленинан некъ. — 1974. — 28 апр.
17. Юсупов А. Безаман маргIал = Росток любви: [илли] // Ленинан некъ. — 1981. — 14 июнь.
18. Юсупов А. Безаман xIайкал = Талисман любви: [дийцар] // Орга. — 1978. — № 1. — С. 29-34.
19. Юсупов А. Беречо урхаца чIагIбеш… = Наездник, укрепляющий вожжам и…: [стихаш] // Ленинан некъ. — 1973. — 19 дек.
20. Юсупов А. Берийн доттагI = Друг детей: [Наурски станицин библиотека] // Ленинан некъ. 1981 / дек.
21. Юсупов А. Берийн цIийнахь = В детском доме: [стихаш] // Нана. 2006. № 2. С 12.
22. Юсупов А. Библиотекана дика чоь оьшу = Библиотеке нужно хорошее помещение // Ланинан некъ. 1980. — 6 авг.
23. Юсупов А. Бицлур боцу дагалецамаш = Незабываемые воспоминания // Ленинан некъ. — 1985. — 5 мая.
24. Юсупов А. Бовр боцу седа = Негасимая звезда: [стих.] (Советски Союзан Турпалхочунна Магомед-Мирзоевна) // Ленинан некъ. — 1975. — 15 окт.
25. Юсупов А. Бовр боцу седа = Негасимая звезда: [стих.] (Советски Союзан Турпалхочунна Магомед-Мирзоевна] // Орга. — 1975. — № 4. — С. 36.
26. Юсупов А. БIаьхочун некъ = Путь воина: [Ш. Зубайраевх лаьцна] // Ленинан некъ. — 1975. — 11 апр.
27. Юсупов А. БIаьхочун некъ = Путь воина: [Ш. Зубайраевх лаьцна] // Заветы Ильича. — 1975. — 2 дек.
28. Юсупов А. Вай къастарх = Если мы расстанемся…: [стих.] // Ленинан некъ. − 1986. — 30 нояб.
29. Юсупов А. Вайн дозалла = Наша гордость // Ленинан некъ. — 1977. — 15 мая.
30. Юсупов А. Вайн словарех лаьцна = О наших словарях / А .Юсупов // Ленинан некъ. − 1971. — 18 апр.
31. Юсупов А. Вахин дато медаль = Серебряная медаль Вахи: [Сайдуллаев на Всесоюзных соревнованиях по вольной борьбе в Минске] // Ленинан некъ. — 1976. — 10 окт.
32. Юсупов А. Вежарий — комиссараш = Братья-комиссары: [Грозненски районан Толстой-Юртара ЯндаровгIар исторически Октябрьски деношкахь Петроградехь хилла. тIаккха В. И. Ленина Iусаман Нохчийчу хьажийна, Мохьмад — Терски области комиссараш хила] // Ленинан некъ. — 1987. — 7 нояб.
33. Юсупов А. Везаш тIеоьцур ву лаьтто; Доьхна денош; Синтем байна синош = Земля примет с любовью; Черные дни; Беспокойные души: [стихаш] // Орга. − 2004. — № 2. — С. 20-22.
34. Юсупов А. Вицлур вац = Не забуду: [стих.] // Ленинан некъ. — 1972. − 31 мая.
35. Юсупов А. Волгоград: [стих.] // Ленинан некъ. — 1974. — 23 апр.
36. Юсупов А. Воккхавеш, ваха = Живи, гордясь: [стих. Ведзижев Ахьмадна лерина] // Ленинан некъ. − 1979. — 16 сент.
37. Юсупов А. Гечделахь, нана = Прости, мама: [стихаш] // Заветы Ильича. — 1990. — 29 март.
38. Юсупов А. Гихтарчу Хьамзатах долу илли = Песня про Хамзата из с. Гихи: [поэма] // Орга. — 1994. — С. 107.
39. Юсупов А. ГихтIарчу Хьамзатах долу илли = Песня про Хамзата из с. Гихи: // Таллам. — 2010. — № 1. — С. 163.
40. Юсупов А. Гуш йоцу геналла = Невидимая даль: [стихаш] // Коммунизман байракх. — 1986. − 14 сент.
41. Юсупов А. ГIайгIане дитташ = Грустные деревья: [стих.] // Ленинан некъ. — 1974. — 27 янв.
42. Юсупов А. ГIалатъялла араяьлла = Ошиблась, вышла: [забаре байташ] // Зов земли. − 21 март.
43. Юсупов А. ГIан = Сон: [поэма] // Орга. − 2003. — № 5. — С. 44.
44. Юсупов А. ГIаролехь = На страже // Ленинан некъ. — 1976. — 16 фев.
45. Юсупов А. ГIуллакхехь хазлойша, кIентий = Будьте красивыми в делах: [стихаш] // Заветы Ильича. — 1981. — 11 июль.
46. Юсупов А. ДагадогIу = Помню: [стих.] // Ленинан некъ. — 1975. — 29 янв.
47. Юсупов А. Даг тIера заза доьжна — Разбитое сердце: [стих.] // Ленинан некъ. — 1985. — 22 дек.
48. Юсупов А. Дадийн хьехам; Зезег = Советы отца; Цветок: [стихаш] // Зов земли. — 1991. — 13 июль.
49. Юсупов А. Даймахкахь къематде хIуттуш = Когда на Родине наступили черные дни: [стихаш] // Вайнах. − 2004. — № 2. — С. 29-30.
50. Юсупов А. Даймехкан бIаьхо = Солдат Родины: [Гварди сержант У. Гадаевх] // Ленинан некъ. — 1976. — 10 сент.
51. Юсупов А. Даймехкан бIаьхо = Солдат Родины: [стихаш] // Коммунизман байракх. — 1986. − 25 дек.
52. Юсупов А. Даймехкан исбаьхьа васташ = Прекрасные образы Родины: [стих.] // Ленинан некъ. — 1974. — 31 март.
53. Юсупов А. Даймехкан исбаьхьа косташ… = Прекрасные послания отчизны…: [стих.] // Орга. — 1974. — № 2. — С. 38-39.
54. Юсупов А. Даймохк, хьо ду сан илли = Родина, ты песнь моя // Нийсо. — 2010. — С. 6.
55. Юсупов А. Дайн чартийн орамо сий дира! = Корни славят памятники предков!: [стихаш] // Даймохк. − 1994. — 23 фев.
56. Юсупов А. Дайн чартийн орамийн сий дира лаьтто = Земля почтила памятники предков: [стихаш] // Вайнах. — 2004. — № 2. — С. 19.
57. Юсупов А. Дарц = Буран: [стих.] // Ленинан некъ. — 1973. — 14 янв.
58. Юсупов А. Дарц = Буран: [стих.] // Орга. − 1974. — № 4. — С. 25.
59. Юсупов А. Дато сахьт = Серебряные часы // Коммунизман некъ. — 1975. — 15 окт.
60. Юсупов А. Дахар сайн хетар ду = Жизнь, мне кажется: [стихаш] // Ленинан некъ. — 1981. — 27 дек.
61. Юсупов А. Дахаран къилба = Компас жизни: [стих.] // Ленинан некъ. — 1978. — 7 окт.
62. Юсупов А. Дахаран серло = Свет жизни: [стих.] // Ленинан некъ. — 1976. — 7 нояб.
63. Юсупов А. Дахарх марзо эцаза = Не испробовав жизнь: [сурта тIехь 1941 шарахь Брестехь вайн махкахой: А. Лалаев, А. Эльмурзаев, А. Малаев] // Ленинан некъ. — 1986. — 22 июнь.
64. Юсупов А. Деган доттагIий = Сердечные друзья: [Л. Н. Толстой вина 150 шо кхачарана] // Ленинан некъ. — 1978. — 10 марта.
65. Юсупов А. Деган комаьршалла = Щедрость души // Ленинан некъ. — 1980. — 2 март.
66. Юсупов А. ДегIастанарчу доттагIашка = Родным друзьям // Знамя коммунизма. — 1985. — 8 июль.
67. Юсупов А. Дезаш тхо кхиийна хьомсара нана = С любовью растила нас мама: [стихаш] // Коммунизман байракх. — 1985. — 1 янв.
68. Юсупов А. Декъалхуьлда доттагIалла = Да здравствует дружба: [стихаш] // Заветы Ильича. — 1982. — 30 сент.
69. Юсупов А. Декъал хуьлда доттагIалла = Да здравствует дружба: [стихаш] // Зов земли. — 1991. — 6 июль.
70. Юсупов А. Декъалйо йинчу денца! = Поздравляем с днем рожденья: [Республикан хьакъ йолчу артистан Ташаева Мареман 50 шо кхачарна] // Даймохк. — 2009. — 3 нояб.
71. Юсупов А. Ден весетана тешаме = Преданный завету отцов // Ленинан некъ. — 1978. — 24 нояб.
72. Юсупов А. Ден весетана тешаме = Преданный завету отцов // Ленинан некъ. — 1979. — 24 дек.
73. Юсупов А. Дерриге а хьуна = Все тебе // Поэзин хьоста. — 2006. — № 1. — Соьлжа-ГIала.
74. Юсупов А. Дехаш ду дешнаш = Слова живут: [стих.] // Ленинан некъ. — 1976. — 18 февр.
75. Юсупов А. Дехахьа соьга гIo = Попроси у меня помощь: [стихаш] // Коммунизман байракх. − 1987. — 30 мая.
76. Юсупов А. Дикалла. ДоттагIаллин чхар = Доброта. Камень дружбы: [поэмин З-гIa корта] // Строитель коммунизма. — 1989. — 14 нояб.
77. Юсупов А. Динан бергийн тата = Цокот копыт: [стихаш] // Коммунизман байракх. − 1985.
78. Юсупов А. Динан бергийн тата = Цокот копыт: [стихаш] // Коммунизман байракх. — 1988. — 29 март.
79. Юсупов А. ДоттагIалла = Дружба: [стих.] // Ленинан некъ. — 1976. — 11 янв.
80. Юсупов А. ДоттагIаллин пластинки тIехь = Пластинка дружбы: [телевизионный фестиваль артистов художественной самодеятельности республик Северного Кавказа] // Ленинан некъ. — 1974. — 6 янв.
81. Юсупов А. ДоттагIаллин цхьаьнакхетарш = Дружеские встречи: [в республике идет показ программ международного искусства] // Ленинан некъ. − 1975. — 24 авг.
82. Юсупов А. ДоттагIаллин чхьар = Камень дружбы: [поэмин дакъа] // Ленинан некъ. — 1978. — 15, 17 дек.
83. Юсупов А. ДоттагIаллин чхьар = Камень дружбы: [поэмин дакъа] // Орга. — 1982. — № 3. — C. 41-45.
84. Юсупов А. ДоттагIаллин шарж = Дружеский шарж: [Паскаев Рамзан] // Ленинан некъ. — 1979. — 4 мая.
85. Юсупов А. ДоттагIаллин шаржаш = Дружеские шаржы: [Эсамбаев Махьмудна, Магомедов Султанна] // Ленинан некъ. — 1977. — 1 янв.
86. Юсупов А. Доьхна денош рубрикана кIелахь дIанисйина стихаш = Стихи под рубрикой черные дни // Нийсо. — 2002. — 10 окт.
87. Юсупов А. Дуьнен чохь хIорд баьржинчу хенахь = Во время всемирного потопа: [Жайни тIера хьадис] / Схьаяздина А. Юсуповс // СтелаIад. — 1994. — № 1. — С. 2.
88. Юсупов А. Дуьххьарлера безам, Йинчу денца = Первая любовь, С днем рожденья: [стихаш] // Заветы Ильича. — 1981. — 23 июль.
89. Юсупов А. Дуьххьарлера илли = Первая песня: [стих.] // Орга. — 1983. — № 1. — С. 38-39.
90. Юсупов А. Жигулеш тIера гIайракхаш = Крутые водители жигулей: [забаре стихаш] // Коммунизман байракх. — 1985. — 1 мая.
91. Юсупов А. Жима кIеза; Зу = Щенок; Ёжик: [берашна стихаш] // СтелаIад. — 2004. — № 6. — С. 21.
92. Юсупов А. Жуккаре = Тунеядцу: [стих.] // Ленинан некъ. — 1974. — 22 сент.
93. Юсупов А. Замано дахчийна гергарло = Родство, закаленное временем // Ленинан некъ. — 1983. — 15 апр.
94. Юсупов А. Заманца гIулч юстуш = Сверяя шаг со временем: [Республикански художникан II-чу съездера] // Ленинан некъ. — 1983. — 3 апр.
95. Юсупов А. Заманца ког боккхуш = В ногу со временем: [Республикански художники I-ра съездера] // Заветы Ильича. — 1975. — 30 дек.
96. Юсупов А. Заманца ког боккхуш = В ногу со временем Республикански художники 1-ра съездера] // Ленинан некъ. — 1976. — 6 июнь.
97. Юсупов А. Зара = Зара: [стих.] // Нана. − 2004. — № 8-9. — С. 104.
98. Юсупов А. Зезаг ду со = Я цветок: [стих.] // Орга. — 1974. — № 4. — С. 25.
99. Юсупов А. Зезагийн беш = Сад светов: [стих.] // Ленинан некъ. — 1982. — 3 июль.
100. Юсупов А. Зезагаш дилхира = Цветы плакали: [стихаш] // Ленинан некъ. — 1978. — 1 июнь.
101. Юсупов А. ЗIенан болх тобарехьа = Улучшить работу связи: [с республиканского собрания] // Ленинан некъ. — 1973. — 19 дек.
102. Юсупов А. И къаьхьа къематде = Горькие черные дни: [стихаш] // Гумс. — 2007. — 19 фев.
103. Юсупов А. Ижу = Еда: [басня] // Ленинан некъ. — 1985. — 30 янв.
104. Юсупов А. Илли — деган бIаьсте = Песня — весна в душе // Коммунизман байракх. — 1987. — 12 мая.
105. Юсупов А. Илли декаш делахь, къам дехаш ду = Звенит песня — народ живёт // Ленинан некъ. − 1983. — 15 дек.
106. Юсупов А. Исбаьхьчу дуьненахь. Синтем боцу дог = На прекрасной земле. Беспокойное сердце // Ленинан некъ. — 1990. — 12 март.
107. Юсупов А. Ирсе бералла = Счастливое детство: [стих.] // Ленинан некъ. — 1979. — 1 июнь.
108. Юсупов А. Ирсечу кхолламан дай = Хозяева счастливой судьбы: [о подготовке Гудермеского РДК к смотру художественной самодеятельности] // Ленинан некъ. — 1982. — 12 февр.
109. Юсупов А. Искусствен адамаш. Дека сан илли = Люди искусства. Звенит моя песня // Знамя коммунизма. — 1988. — 18 июнь.
110. Юсупов А. Исбаьхьаллин произведенийн лехамаш = Поиски в произведениях художественной литературы: [редакце дахкийтинчу дийцарин обзор] // Ленинан некъ. — 1974. — 25 янв.
111. Юсупов А. Исбаьхьаллин школехь = В художественной школе // Ленинан некъ. — 1982. − 10 сент.
112. Юсупов А. Исбаьхьчу дуьненахь; Синтем боцу дог // Ленинан некъ. — 1990. — 12 март.
113. Юсупов А. Ирсан безам ишта бара… = Счастливая любовь: [стих.]/ А. Юсупов // Орга. — 1983. — № 1. — С. 38-39.
114. Юсупов А. Иштта бу цуьнан кхоллам = Такая у него судьба: [«Лаьмнийн аз» эстрадни бригадан куьйгалхочунах С. Цугаевх лаьцна] // Ленинан некъ. — 1981. — 19 авг.
115. Юсупов А. Иштта; цхьа маьлхан де = Один такой солнечный день: [дийцар] // Орга. — 1975. — № 4. — С. 25-29.
116. Юсупов А. Йоьхначу буса = В неудачную ночь: [стих.] // Ленинан некъ. — 1977. — 7 дек.
117. Юсупов А. Йиш ю вайн гIалаташ нисдан = Мы можем исправить ошибки: [стихаш] // Ленинан некъ. — 1976. — 29 дек.
118. Юсупов А. «Кавказан кIентий» = Сыны Кавказа: [романан дакъош] // Орга. — 2008. — № 1. — С. 24.
119. Юсупов А. Кегийрхойн аьзнаш = Голоса молодых: [стихийн обзор] // Ленинан некъ. — 1977. — 11 февр.
120. Юсупов А. Кемсийн цу хорхано = Кисть винограда // Коммунизман байракх. — 1987. — 11 июль.
121. Юсупов А. Клубехь летта цIераш = В клубе зажглись огни: [идет смотр художественной самодеятельности, посвященное 40-летию Великой Победы] // Ленинан некъ. — 1984. — 23 март.
122. Юсупов А. Книга — берашна = Книга — детям: [Шелан районан центральни детски библиотекех лаьцна] // Ленинан некъ. — 1980. — 12 дек.
123. Юсупов А. Колхозан культуран кхерч = Колхозный очаг культуры: [о работе ДК колхоза «Червленский» Щелковского района] // Ленинан некъ. — 1975. — 27 апр.
124. Юсупов А. Комаран дитт = Тутовое дерево: [стих.] // Ленинан некъ. — 1986. — 29 июнь.
125. Юсупов А. Комаьрша ваха = Будь щедрым: [стихаш] // Зов земли. — 1991. — 6 июль.
126. Юсупов А. Комсомолан хьалхелелархой = Авангард комсомола // Леннан некъ. — 1979. — 22 июль.
127. Юсупов А. «Кура» машен, я дагахьбалам = Крутая машина или переживания: [стихаш] // Зов земли. — 1994, — 11 июль.
128. Юсупов А. Кхиаран новкъахь = На пути к совершенству: [кехатпондарчех Сугаипов Iумарх лаьцна] // Ленинан некъ. — 1979. — 8 нояб.
129. Юсупов А. Кхиаран новкъахь = На пути к совершенству: [эстрадни тоба] // Ленинан некъ. — 1982. — 1 янв.
130. Юсупов А. Кхолларалле безам = Любовь к творчеству: [Б.Эльмурзаевх] // Ленинан некъ. — 1981. — 30 дек.
131. Юсупов А. Кхочушдира ден весет = Выполнил завет отца: [Сийлахь-боккхачу Даймехкан тIеман ветеранах А. Бексултановх лаьцна] // Ленинан некъ. — 1979. — 27 июнь.
132. Юсупов А. Къамел дIахьо газетадешархочо = Беседу ведет читатель // Ленинан некъ. — 1986. — 10 сент.
133. Юсупов А. Къизалла; Доьхна денош = Жестокость; Черные дни: [стихаш] // Даймохк. — 1994. — 19 апр.
134. Юсупов А. «Къизалла»; «Шелоно сибреха карчийра чкъург»; «Дагчуьра ца долу аз» = Жестокость; «Безголосое сердце»: [стихаш] // Орга. — 2004. — № 2. — С. 29-30.
135. Юсупов А. Къийсамехь яхчаелла къоналла = Молодость, закаленная в сражениях: [Советан Iедалехьа къийсамехь дакъалацархочух Ш. Махматхаджиевх] // Ленинан некъ. — 1978. — 20 янв.
136. Юсупов А. Къоман искусство = Народное искусство: [художественная резьба по дереву Никезиева У. М. и Земскова Р. А.] // Ленинан некъ. — 1973. — 14 ноябрь.
137. Юсупов А. Къонахех къонах = Мужчина из мужчин // Заветы Ильича. — 1991. — 14 июнь.
138. Юсупов А. «Къонахийн орамаш»; «Синтем байна синош» = Мужские корни; Безмятежные души: [стихаш] // Даймохк. — 1992. — 23 сент.
139. Юсупов А. Къоначеран аьзнаш = Голоса молодых: [критика а, библиографи а] // Ленинан некъ. — 1977. — 12 окт.
140. Юсупов А. «КIант, самавалахьа» = Сынок, проснись: [забаре байташ] // 31уга. — 2004 — № 5. — С. 14.
141. Юсупов А. Лаамо хаьржинчу новкъа = Путь, выбранный по желанию: [актрисин Исаева Р. кхоллараллин некъ] // Знамя коммунизма. — 1976. — 22 март.
142. Юсупов А. Лаамо хаьржинчу новкъа = Путь, выбранный по желанию: [актрисин Исаева Р. кхоллараллин некъ] // Ленинан некъ. — 1978. — 8 март.
143. Юсупов А. Ламанхочун хIусамехь = В доме горца: [стих] // Ленинан некъ. — 1989, — 12 фев.
144. Юсупов А. Лардира Даймехкан сий; Ма дохаде йоьIан дог = Честь Родины защитил; Не разбивай сердце девушки: [стихаш] // Ленинан некъ. — 1982. — 22 авг.
145. Юсупов А. Лаьмнийн сосакх = Горный козел: [стих.] // Орга. — 1977. — № 2. — С. 33- 34.
146. Юсупов А. Лаьмнашкахь ло = Снег в горах // Ленинан некъ. — 1978. — 11 июль.
147. Юсупов А. Лаьттан аз = Зов земли: [новелла] // Ленинан некъ. — 1989. — 20 авг.
148. Юсупов А. «Ленинан некъ» = Ленинский путь: [стих.] // Ленинан некъ. — 1973. — 30 ноябрь.
149. Юсупов А. Лийр доцу васт = Бессмертный образ: [о пребывании правнуков Л. Н. Толстого в Чечено-Ингушетии] // Ленинан некъ. — 1978. — 5 нояб.
150. Юсупов А. Лийр доцу дахар = Бессмертная жизнь: [Советски Союза Турпалхо поэт М. Джалиль вина 70 шо кхачарна] // Ленинан некъ. — 1976. — 15 февр.
151. Юсупов А. Лирически байташ = Лирические частушки: [стих.] // Ленинан некъ. — 1975. − 29 янв.
152. Юсупов А. Кегирхойн аьзнаш = Голоса молодых: [стихийн обзор] // Ленинан некъ. — 1977. − 11 фев.
153. Юсупов А. Ма воха, хьаша; Езаели хьо, Кавказ = Не смущайся, гость; Люблю тебя, Кавказ: [стихаш] // Ленинан некъ. — 1982. — 22 дек.
154. Юсупов А. Ма дохаде йоьIан дог; Лаьттан стаг = Не разбивайте сердце девушки; Человек земли: [стихаш] // Ильичан васташ. — 1989. — 13 мая.
155. Юсупов А. Ма тоха доза = Не надо границ: [стихаш] // Коммунизман байракх. — 1985. — 7 фев.
156. Юсупов А. Ма хила къиза = Не будь жестоким: [стихаш] // Ленинан некъ. — 1977. — 6 фев.
157. Юсупов А. Маждаргаш = Желтинки: [стих.] // Ленинан некъ. — 1973. — 27 мая.
158. Юсупов А. Маларх хилла хIайда = Пшик от водки: [сатир, къоламца] // Ленинан некъ. — 1986. — 14 нояб.
159. Юсупов А. Марша вогIийла; Марша догIийла = Приходи свободным; Приходите свободными: [стихаш] // Гумс. — 1991. — 21 авг.
160. Юсупов А. Марша Iойла, дуьне; Дадин юьрта тIе язъелла мархаш = До свидания, Земля; Тучи сгустились над Дади-Юртом: [стихаш] // Зов земли. — 2007. — 17 сент.
161. Юсупов А. Махмуд Эсамбаев: [фильм-концерт] // Ленинан некъ. — 1976. — 13 окт.
162. Юсупов А. Маца девза доттагIалла = Когда познается дружба: [дийцар] // Заветы Ильича. — 1981. — 28 мая.
163. Юсупов А. Машаран кхайкхам = Призыв мира: [стих.] // Ленинан некъ. — 1983. — 18 дек.
164. Юсупов А. Маьждиган, бIаьвнан йожар = Падение башни мечети: поэма // Даймохк. — 2007. — 14 сент.
165. Юсупов А. Меллаша сихло = Торопись, не спеша[Текст] // Заветы Ильича. — 1989. — 12-17 авг.
166. Юсупов А. Мехкан дозаллин кIант = Достойный сын народа: [стихаш. Нохчийн Iилманчин Джамалханов Зайндин 80 шо кхачарна лерина] // Терская правда. — 2002. − 24 мая.
167. Юсупов А. Мича яхана дашо чIуг? = Где золотое кольцо?: [мехкарийн ЖовхIар ансамблана музыкально-литературин композиции] // Даймохк. — 1993. — 25 сент.
168. Юсупов А. Мотт нийса бийцарехьа = За правильную речь // Ленинан некъ. — 1979. − 29 янв.
169. Юсупов А. Музыка — цуьнан дахарехь = Музыка в его жизни: [Чергизбиев Зайнди] // Ленинан некъ. — 1984. — 6 янв.
170. Юсупов А. Музыкаца доьзна дахар = Жизнь, связанная с музыкой // Ленинан некъ. — 1983. — 31 авг.
171. Юсупов А. Нанас ца варх а хуьлу ваша = Брат бывает и не рождённый матерью: [дийцар] // Орга. − 1981. — № 3. — С.31-33.
172. Юсупов А. Некъаша хьуьнаре кхойкху = Дороги зовут // Ленинан некъ. — 1979. — 20 янв.
173. Юсупов А. Ненан безам = Любовь матери: [повеста тIера кийсиг] // Ленинан некъ. — 1989. — 20 авг.
174. Юсупов А. Ненан дагалецамаш = Воспоминания матери // Нана. — 2006. — № 2. — С. 3-7.
175. Юсупов А. Ненан мотт; Дарц; Зезаг ду со = Родной язык; Буран; Я цветок: [стихаш] // Орга. — 1974. — № 4. — С. 25.
176. Юсупов А. Ненан мотт = Родной язык: [стих.] //Даймохк. − 2013. — 25 апр.
177. Юсупов А. Нохчийн илли = Чеченская песня // Коммунизман байракх. — 1988. — 3 июнь.
178. Юсупов А. Нохчийн иллийн тидарш = Примечания чеченской песни (илли) // Орга. — 2004. — № 6. С. 43-49.
179. Юсупов А. Нохчийн рузма = Чеченский календарь: [статья] // Орга. — 1990. — № 4. — С.78-81.
180. Юсупов А. Октябрь: [стих.] // Ленинан некъ. — 1974. — 7 ноябрь.
181. Юсупов А. Октябран нийсархо = Ровесник Октября: [очерк] // Ленинан некъ. — 1977. — 22 мая.
182. Юсупов А. Оьзда йоI = Вежливая девушка: [стих.] // Ленинан некъ. — 1986. — 29 июнь.
183. Юсупов А. ПетIамат = Фатима: [стих.] // Орга. — 1974. — № 2. — С. 39.
184. Юсупов А. Пирожкеш еш ву… аьчгапхьар = Кузнец печёт пирожки: [фельетон] // Ленинан некъ. − 1974. — 2 авг.
185. Юсупов А. Пондар; Дехахьа соьга гIо = Гармонь; Попроси у меня помощь: [стихаш] // Орга. — 1989. — № 1. — С.66-67.
186. Юсупов А. Пондарча = Гармонист: [Нохч-ГIалгIайн АССР-н хьакъволу артист С. Айдамиров] // Ленинан некъ. — 1980. — 28 март.
187. Юсупов А. Поэзехь дешнийн меттиг = Место слов в поэзии: [къоначеран стихийн обзор] // Ленинан некъ. — 1976. — 12 мая.
188. Юсупов А. Поэтически башха жовхIарш = Жемчужины поэзии // Даймохк. — 1994. — 18 янв.
189. Юсупов А. Поэтически башха жовхIарш = Жемчужины поэзии: [статья] // Орга. — 2004. — № 11-12. — С. 116—122.
190. Юсупов А. Присяга = Присяга: [стих.] // Ленинан некъ. — 1974. — 22 февраль.
191. Юсупов А. Реза вара хьоьца ваха = Согласен жить с тобой: [стихаш] // Заветы Ильича. — 1983. — 15 окт.
192. Юсупов А. Салтичун тIаьххьара кехат = Последнее письмо солдата: [стихаш] // Ленинан некъ. — 1989. — 9 мая.
193. Юсупов А. Сан бIаьргаш = Мои глаза: [стих.] // Ленинан некъ. — 1979. — 18 март.
194. Юсупов А. Сан Девкар-эвла = Мой Толстой-Юрт: [стихаш] // Ленинан некъ. — 1976. — 11 июль.
195. Юсупов А. Сарахь — суьренца = Поздно вечером: [юьртан сибат Толстой-Юрт] // Орга. — 1976. — № 2. — С. 10-12.
196. Юсупов А. Сардалова Зулай = Солистка ансамбля «Вайнах» Зулай Сардлова: [«Вайнах» ансамблан солистка хиллайолчу Зулай Сардаловх лаьцна] // Даймохк. — 2007. — 17 окт.
197. Юсупов А. Седа уьду = Звезда бежит: [стих.] // Ленинан некъ. — 1971. — 24 нояб.
198. Юсупов А. Седарчий — седарчий дац… = Звезды — не звезды…: [стих.]/ А. Юсупов // Ленинан некъ. — 1971. — 10 янв.
199. Юсупов А. Сен бIаьргаш = Глаза оленя: [стихаш] // Заветы Ильича. — 1972. — 18 марта.
200. Юсупов А. Сийлахь цIе = Славное имя: [стих.] // Ленинан некъ. — 1977. — 25 март.
201. Юсупов А. Сийлахьчу декхарна тешаме = Верный славному долгу: [Иоккхачу АтагIарчу школан хьехархо А. Амхаев] // Ленинан некъ. — 1980. — 8 нояб.
202. Юсупов А. Син маргIалаш хено кхадар суна-м сане даьлла… = Унесенные временем ростки души…: [стих.] // Орга. — 1983. — № 1. — С. 38-39.
203. Юсупов А. Сирлачу Iалашоне = Светлая цель // Ленинан некъ. − 1981. — 11 сент.
204. Юсупов А. Советан стаг = Советский человек: [стих.] // Орга. — 1974. — № 2. — С. 38-39.
205. Юсупов А. Сонта дозалла = Глупая кичливость: [стихаш] // Ленинан некъ. — 1976. — 11 янв.
206. Юсупов А. СССР-н керла чемпион = Новый чемпион СССР: Бадалов Iимран // Ленинан некъ. — 1978. − 4 окт.
207. Юсупов А. Стихаш // Орга. — 2004. — № 2. — С. 20-22.
208. Юсупов А. Стихаш язъян буьйлалуш болчаьрга = Для тех, кто начинает писать стихи // Ленинан некъ. − 1973. — 4 нояб.
209. Юсупов А. Суйнах яьлла алу = Пламя из искры: [очерк о нашем земляке, чеченце, участнике партизанской войны на Украине Г. Ирипханове] // Ленинан некъ. — 1976. − 1 янв.
210. Юсупов А. «Теркан кхайкхар» ансамбль = Ансамбль «Зов Терека» // Ленинан некъ. — 1980. — 25 апр.
211. Юсупов А. Теркан йистехь = На берегу Терека: [стих.] // Ленинан некъ. — 1975. — 16 ноябрь.
212. Юсупов А. Теркаца суьйре; ДIаскъастар; Сан безаме ма кхайкха; Даймахке = Вечер на Тереке; Расставание; Не зови мою любовь; Родине: [стихаш] // Даймохк. — 2013. — 22 окт.
213. Юсупов А. Тесна дитина культуран цIа = Заброшенный Дом культуры: [с. Ишхой-Юрт Гудермеского района] // Ленинан некъ. — 1976. — 23 март.
214. Юсупов А. Тийна буьйса = Спокойная ночь: [стих.] // Ленинан некъ. — 1976. — 11 авг.
215. Юсупов А. Тийналла хаздина дахар = Жизнь, скрашенная тишиной // Нана. — 2007. — № 9. — С. 18.
216. Юсупов А. Тоде школашкахь ненан мотт а, литература а хьехар = Улучшить преподавание чеченского языка и литературы в школах. // Ленинан некъ. − 1980. — 24 февр.
217. Юсупов А. Толаме йолчу дегайовхонца = С верой в победу: [о подготовке домов культуры к смотру художественной самодеятельности] // Ленинан некъ. — 1982. — 5 февр.
218. Юсупов А. Толстой вухавирзина юьрта = Толстой вернулся в село // Ленинан некъ. — 1983. — 31 июль.
219. Юсупов А. Толстой-Юрт: [стихаш] // Заветы Ильича. — 1988. — 14 июнь.
220. Юсупов А. Тур = Кинжал: [стих.] // Ленинан некъ. — 1976. — 21 апр.
221. Юсупов А. Тур = Кинжал: [стихи] // Ленинан некъ. — 1987. — 4 нояб.
222. Юсупов А. Тур = Кинжал: [стих.] // Орга. — 1978. — № 4. — С. 14.
223. Юсупов А. ТIаьххьара горгали = Последний звонок: [новелла] // Коммунизман байракх. — 1987. — 26 мая.
224. Юсупов А. ТIаьххьара кехат; Тешаме хилала; Ерзаза йисна чов = Последнее письмо; Будь преданным; Незажившая рана: [стихаш] // Ленинан некъ. — 1986. — 18 окт.
225. Юсупов А. Хаза аьхке = Прекрасное лето: [дийцар] // Орга. — 1981. — № 2. — С.44-46.
226. Юсупов А. Хала юхь = Тяжелое начало: [очерк] // Ленинан некъ. — 1978. — 20 март.
227. Юсупов А. Халкъан баьчча = Вождь народа // Заманхо. — 2011. — № 2. — С. 85.
228. Юсупов А. Халкъана дIаделла дегнаш = Сердца, отданные народу // Ленинан некъ. — 1978. — 22 сент.
229. Юсупов А. Хелхаран паччахь = Царь танца: М. Эсамбаев // Ленинан некъ. — 1978. − 22 март.
230. Юсупов А. Хеназа ма къежло = Безвременная седина: [стихаш] // Коммунизман байракх. — 1985. — 30 март.
231. Юсупов А. Хийцало юьртан сибат = Меняется внешний вид села: [Веданан районан ДаргIо-юрт] // Ленинан некъ. — 1987. — 30 сент.
232. Юсупов А. Хин чами = Чаша воды: [стих.] // Ленинан некъ. — 1985. − 22 дек.
233. Юсупов А. Хиндерг вайх дозу = Будущее зависит от нас[Текст]: [стихаш] // Коммунизман байракх. − 1986. — 23 янв.
234. Юсупов А. Хиндолчун гIайгIа барца = Заботясь о будущем: [йийцаре йо КПСС-н ЦК-н проект] // Ленинан некъ. — 1984. — 24 февр.
235. Юсупов А. Хьалхара гIулч = Первые шаги: [очерк Дадашева Тамарех лаьцна] // Ленинан некъ. — 1979. — 21 окт.
236. Юсупов А. Хьан хелхар — дахар = Танец — твоя жизнь: [стих. СССР-н халкъан артистан М. Эсамбаевн 55 шо кхачарна] // Ленинан некъ. — 1979. — 15 июль.
237. Юсупов А. Хьехарочуьнга = Учителю: [стих.] // Ленинан некъ. — 1974. — 6 окт.
238. Юсупов А. Хьешан бIов = Башня гостя: [Л. Толстойн 160 шо кхачарна] // Коммунизман байракх. — 1988. — 8 сент.
239. Юсупов А. Хьешана йиллина неI = Дверь открыта гостью // Коммунизман байракх. — 1987. — 7 фев.
240. Юсупов А. Хьеший: Л. Н. Толстойна = Гости: Л. Н. Толстому: [повесть тIера кийсаг] // Орга. — 1978. — № 2. — С. 12-15.
241. Юсупов А. Хьо йоцуш ваха ца ло = Не могу без тебя жить: [стих.] // Ленинан некъ. — 1972. — 9 июль.
242. Юсупов А. Хьоза = Птичка: [стих] // Ленинан некъ. — 1974. — 7 июль.
243. Юсупов А. Хьоза; Жуккаре = Птичка; Тунеядец: [стихаш] II Ленинан некъ. — 1974. — 22 сент.
244. Юсупов А. Хьомсара латта = Дорогая земля: [стих] // Ленинан некъ. — 1977. — 10 июнь.
245. Юсупов А. ХьошалгIахь = В гостях: [поэма] // Коммунизман байрах. — 1988. — 9 июнь.
246. Юсупов А. Хьуна хIун лаьа = Что ты хочешь (Ш. Рашидовн); Цалааран лаам = Не хочу (З. Сулеймановой); Соьга-м ма дийца = Мне не говори (И. Абзаиловна): [пародеш] // Орга. — 1985. — № 3. — С. 89-91.
247. Юсупов А. Ца лехна ас тийна дахар = Не искал я спокойной жизни // Ленинаннекъ. — 1980. — 19 окт.
248. Юсупов А. Цхьана буса = Однажды ночью: [дийцар] // Ленинан некъ. — 1979. — 10 янв.
249. Юсупов А. ЦIe ларъян, сий лардан… = Сохраняя доброе имя — сохраняешь честь…: [стихаш] // Орга. − 1989. — № 1. — С. 66-67.
250. Юсупов А. Шерашка = Годам: [стих.] // Ленинан некъ. — 1972. — 15 окт.
251. Юсупов А. Ширлур боцу мукъамаш = Нестареющие мелодии: [Нохч-ГIалгIайн АССР-н заслуженный артистах Паскаев Рамзанах лаьцна] // Ленинан некъ. — 1981. — 1 янв.
252. Юсупов А. Школан юбилей = Юбилей школы: [20 шо кхаьчна Толстой-Юьртан № 1 йолчу школан] // Ленинан некъ. — 1979. — 14 нояб.
253. Юсупов А. Школьни реформица догIуш = В ногу со школьной реформой: [кхетош-кхиорехь кхоллараллин агIош] // Ленинан некъ. — 1985. — 13 нояб.
254. Юсупов А. Шовда = Родник: [стих.] // Ленинан некъ. — 1975. — 21 мая.
255. Юсупов А. Шун дахар — илли; Уьш къонахий хила эгна; Ма йохалахь, нана = Ваша жизнь — песня; Они пали геройски; Крепитесь, мама: [стихаш] // Даймохк. — 1993. — 11 мая.
256. Юсупов А. Экзаменашна кечам = Подготовка к экзаменам: [дешархошна стих.] // Ленинан некъ. 1974. — 24 мая.
257. Юсупов А. Эшарийн шовда = Родник песен: [о художественной самодеятельности Шелковского РДК] // Ленинан некъ. — 1984. — 12 февр.
258. Юсупов А. Эшарш ека ледарчу хьелашкахь = Песни звучат в незавидных условиях: [Алларой ойлара клубан балхах] // Ленинан некъ. — 1984. — 2 мая.
259. Юсупов А. Юбиляре. Ахматова Раисин 50 шо кхачарна = В честь 50-летия Раисы Ахматовой [стих.] // Ленинан некъ. — 1979. — 24 янв.
260. Юсупов А. Юьртара къона художник = Молодой художник из села: [художник из Старой Сунжи М. Гациев] // Ленинан некъ. — 1979. — 7 нояб.
261. Юсупов А. Юьртара сурташ дахкархо = Художник из села: [Толстой-Юртара О. А. Габаровх лаьцна] // Ленинан некъ. — 1971. — 16 апр.
262. Юсупов А. Яга, Олимпиадан цIе = Гори, Олимпийский огонь: [стихаш] // Даймохк. − 2014. − 29 янв.
263. Юсупов А. Яздархочун музейхь = В музее писателя // Строитель коммунизма. — 1988. — 1 нояб.
264. Юсупов А. Яхь = Гордость: [стих.] // Ленинан некъ. — 1978. — 11 июнь.
265. Юсупов А. Яхь йолу кIант = Гордый парень: [дийцар] // Даймохк. — 2003. — 7 окт.
266. Юсупов А. Iаламан совгIаташ = Дары природы: [о подземных горячих источниках на территории республики] // Ленинан некъ. — 1975. — 17 окт.
267. Юсупов А. Iалашье дешнийн хазна = Береги богатство слов: [беза, Iамабе ненан мотт] // Ленинан некъ. — 1976. −31 марта.
268. Юсупов А. IандогIан IиндагIехь = В тени ильма: [стих.] // Ленинан некъ. — 1976. — 6 окт.
269. Юсупов А. IандогIан IиндагIехь = В тени ильма: [стих.] // Орга. — 1978. — № 4. — С. 15.
270. Юсупов А. Iилманан Пушкински конференци = Пушкинская научная конференция: [в Чечено-Ингушском научно-исследовательском институте истории, языка и литературы] // Ленинан некъ. — 1974. — 30 июнь.
271. Юсупов А. Iожалла къарйинарш = Победившие смерть: [поэмин дакъа] // Нана. — 2007. — № 9. — С. 18-27.
272. Юсупов А. Iожалла къарйинарш = Победившие смерть: [поэмин дакъа] // Орга. — 2008. — № 1. — С. 24-39.
273. Юсупов А. Iожалла къарйинарш = Победившие смерть: [поэмин дакъа] // Орга. — 2008. — № 2. — С. 46-51.
274. Юсупов А. Iожалла къарйинарш = Победившие смерть: [поэмин дакъа] // Орга. — 2008. — № 4. — С. 74-80. № 5, № 8, № 9, № 11, № 12.

#### На ингушском языке
1. Юсупов А. Ашарашцара безам = Любовь к песням: Рамзан Паскаевх // Сердало. — 1981. — 5 сент.
2. Юсупов А. Книшкаш — берашта = Книги — детям: [о заведующей Шалинской районной детской библиотеки З. Мусхановой] // Сердало. — 1981. — 27 авг.
3. Юсупов А. Революционараш ЯндаровгIар = Революционеры Яндаровы // Сердало. — 1989. — 28 дек.
4. Юсупов А. Толстой вухавирзира юьрта = Толстой вернулся в село: [стих.] // Ленинан некъ. — 1988. — 31 июль.
5. Юсупов А. ЦIаьрмата цIеннана = Скупая хозяйка: [дувцар] // Сердало. — 1973. — 3 марта.
6. Юсупов А. Юртарча культура кхуврч = Очаг сельской культуры: [с. Шоане Ножай-Юртовского района] // Сердало. — 1983. — 29 янв.

#### На русском языке
1. Автурханов М. Не терпит отсрочек: [о нерешенных социальных проблемах с. Толстой-Юрт Грозненского района говорят жители села] / М. Автурханов, А. Юсупов // Грозненский рабочий. — 1986. — 24 мая.
2. Юсупов А. Башня гостя: [поэма] // Заветы Ильича. — 1990. — 20 июль.
3. Юсупов А. Башня гостя: [поэма] // Вести республики. — 2005. — 2 авг.
4. Юсупов А. Беречь родной язык: [о недостаточном количестве методических пособий по изучению чеченского языка в школах республики] // Комсомольское племя. — 1989. — 5 окт. — С. 3.
5. Юсупов А. В тени вяза; Слово джигита: [стихи] // Строитель коммунизма. — 1989. — 23 марта.
6. Юсупов А. В час беды, в час испытаний: [развитие культуры в период депортации. О восстановлении ансамбля «Вайнах» в 1946 г.] // Вести республики. — 2007. − 18 янв., 23 фев., 21 марта, 4 апр., 15 мая, 4 сент., 18 сент.
7. Юсупов А. Вечно живые: [более 500 мужчин из с. Толстой-Юрт сражались на фронтах Великой Отечественной войны] // Грозненский рабочий. — 1985. — 30 окт.
8. Юсупов А. Гибель Дады-Юрта: [документальный рассказ] // Красное знамя. — 1990. — 1 мая, 5 мая, 12 мая.
9. Юсупов А. Где память о Толстом жива…: [статья внештатного директора музея им. Л. Н. Толстого с. Толстой-Юрт] // Комсомольское племя. — 1985. — 16 февр.
10. Юсупов А. Горжусь тобой, мое село: [о дружбе Л. Н. Толстого с кунаками из с. Старый-Юрт (Толстой-Юрт)] // Грозненский рабочий. — 1988. — 9 сент.
11. Юсупов А. Двери, распахнутые гостью: [стих.] // Грозненский рабочий. — 1987. — 31 окт.
12. Юсупов А. Двери, распахнутые гостью: [стих.] // Комсомольское племя. — 1988. — 18 июня. — С 10.
13. Юсупов А. Длинный рубль: [стих.] // Комсомольское племя. — 1987. — 10 марта.
14. Юсупов А. Добро отозвалось в Казахстане // Грозненский рабочий. — 2007. — 22 март.
15. Юсупов А. Жизнь отдать во имя жизни: [о наших земляках-героях Брестской крепости А. Лалаеве и А. Эльмурзаеве, погибших в первый день войны] // Грозненский рабочий. — 1988. — 23 апр.
16. Юсупов А. Земля Киргизская, Эраскуль: [стихи] // Столица плюс. −2010. — 7 апр.
17. Юсупов А. И воин, и Учитель с большой буквы // Грозненский рабочий. — 2005. — 10 июнь.
18. Юсупов А. Из истории музыкальной культуры чеченцев // Терская новь. — 2012. — 17 июль.
19. Юсупов А. Илли — зеркало души народа // Вести республики. −2003. — 10 окт.
20. Юсупов А. Кавказ полюбил я: [стих.] // Грозненский рабочий. — 1987. — 31 окт.
21. Юсупов А. Казашки пели о чеченке // Терская новь. −2013. — 2 март.
22. Юсупов А. Как чеченец Садо спас жизнь, честь, имение русского графа // Университетский вестник. — 2005. — № 4. — фев.
23. Юсупов А. Клинки чеченских мастеров // Грозненский рабочий. — 1998. — 16- 22 июль, 23- 29 июль. 6- 12 август.
24. Юсупов А. Красный тюльпан на вечную память // Столица плюс. −2010. — 7 апр.
25. Юсупов А. Месть Кебират // Грозненский рабочий. — 2007. — 7 март.
26. Юсупов А. На родине и песня звучит по-особому: Или воспоминания о первом концерте вернувшихся на родину артистов // Вести республики. − 2007. — 4 сент.
27. Юсупов А. На Родине и песня звучит по-особенному… // Нана. — 2008. — № 2. — С. 16-20.
28. Юсупов А. О нём память жива // Зов земли. — 2005. — 6 июнь.
29. Юсупов А. Он брал дом Геринга. Воины родственники // Зов земли. — 2005. — 1 авг.
30. Юсупов А. Он брал дом Геринга. Воины родственники // Грозненский рабочий. — 2005. — 30 сент.
31. Юсупов А. Они были первыми: [об одном из первых педагогов Чечено-Ингушетии М. X. Хангерееве из с. Толстой-Юрт Грозненского района] // Грозненский рабочий. — 1987. — 7 окт.
32. Юсупов А. Падение «Маннергейма» // Грозненский рабочий. — 2005. — 5 авг.
33. Юсупов А. Поиск ведет «Поиск»: [о работе школьного клуба из с. Толстой-юрт] // Комсомольское племя. — 1985. — 12 сент.
34. Юсупов А. Помнить всех поименно: [о строительстве памятника погибшим в Великой Отечественной войне в с. Толстой-Юрт и присвоение имен героев улицам села] // Грозненский рабочий. — 1989. — 27 янв.
35. Юсупов А. Последний концерт: [последний концерт государственного ансамбля «Вайнах» 22 февраля 1944 г.] // Грозненский рабочий. — 2006. — 6 апр.
36. Юсупов А. Расстрел в бурунах // Нана. — 2010. — № 2. — С. 14-16.
37. Юсупов А. Расстрел в песках // Вести республики. — 2010. — 11 март, 20 март.
38. Юсупов А. Село имени писателя: [о селе Старый-Юрт, переименованном в 1959 году в Толстой-Юрт в честь Л. Н. Толстого, который жил здесь, о его друге Садо Мисербиеве, о работе школьного музея им. писателя] // Грозненский рабочий. — 1986. — 19 июля.
39. Юсупов А. Село мое, Толстой-Юрт: [интернационализм, проявленный толстой-юртовцами с 1851 года, когда ещё Л. Н. Толстой бывал в этом крае] // Грозненский рабочий. — 1985. — 21 авг.
40. Юсупов А. Сельский художник: [А. А. Габаров, чьи полотна экспонируются в музеях страны] // Грозненский рабочий. — 1987. — 25 марта.
41. Юсупов А. «Сияй же вечно…»: [о 1-м Всесоюзном слете активистов школьных музеев им. Л. Н. Толстого в Кишиневе, где очень тепло приняли посланцев нашей республики из с. Толстой-Юрт, учащиеся СШ № 1] // Грозненский рабочий. — 1989. — 30 апр.
42. Юсупов А. Сквозь муки к свету: [документальный рассказ] // Терская новь. — 2013. — 16 июль.
43. Юсупов А. Солдат железной воли // Зов земли. — 2005. — 9 мая.
44. Юсупов А. Соловей чеченского вокала // Грозненский рабочий. — 2013. — 1 нояб.
45. Юсупов А. Сражался за Родину: [об участниках ВОВ] // Нана. — 2005. — № 5. — С. 112—115.
46. Юсупов А. Судьба была к нам жестока // Вести республики. − 2010. — 5 фев.
47. Юсупов А. Судьба чеченки — казахской поэтессы // Грозненский рабочий. — 2013. −26 сент.
48. Юсупов А. Тернистый путь к вершине: [о деятельности Чечено-Ингушского государственного ансамбля «Вайнах» в 1950—1960 годы] // Вести республики. − 2007. — 6 окт.
49. Юсупов А.Тернистый путь к вершине: О Шите Эдисултанове // Вести республики. − 2007. − 31 окт.
50. Юсупов А. Тернистый путь комиссаров // Вести республики. — 2009. — 12 авг.
51. Юсупов А. Толстовские бугры // Грозненский рабочий. — 2005. — 9 авг.
52. Юсупов А. Трактовка чеченской песни // Вести республики. — 2003. — 27 мая, 31 мая, 3 июнь, 10 июнь.
53. Юсупов А. Рузма — чеченский календарь: [о чеченском календаре] // Комсомольское племя. — 1989. — 7 нояб. — С. 9.
54. Юсупов А. Хасмогамед по имени Николай // Грозненский рабочий. — 2005. — 13 мая.
55. Юсупов А. Хранили память кунаки: [о кунаках Л. Толстого, проживавших в с. Старый-Юрт, ныне Толстой-Юрт] // Комсомольское племя. — 1988. — 23 июля.
56. Юсупов А. Черкесы, А. Юсупов // Нана. −2004. — № 10-11. — С.30-37.
57. Юсупов А. Чеченская песня — илли // Вести республики. — 2012. — 14 фев., 24 июль.
58. Юсупов А. Шелковица // Знамя коммунизма. — 1987. — 27 авг.

### Переводы
1. Аюпова М. Йина латта = Родная земля: [стих] / М. Аюпова / гоч. А. Юсупов // Ленинан некъ. — 1977. — 16 март.
2. Бехало Г. Медйишин Верин безамна = В память о медсестре Вере / Г. Бехало / гоч. А. Юсупов // Ленинан некъ. — 1976. — 7 июль.
3. Гамзатов, Р. Сан дог лаьмнашкахь = Сердце мое в горах: [стих] / Р. Гамзатов / гоч. А. Юсупов // Ленинан некъ. − 1977. — 16 февр.
4. Гуттари Т. Петрозаводске / Т. Гуттаре / гоч. А. Юсупов // Ленинан некъ. — 1977. — 30 янв.
5. Долматовский, Е. Отрывок песни о X. Нурадилове / Е. Долматовский / гоч. А. Юсупов // Орга. — 1976. — 1 янв.
6. Михалков, С. Роза а, ромашка а = Роза и ромашка: [стих.] / С. Михалков / гоч. А. Юсупов // Ленинан некъ. — 1976. — 24 нояб.
7. Плиев М. — С. Барт цхьаъ хуьлда = Будьте дружны: [стих.] / М- С. Плиев / гоч. А. Юсуповм // Ленинан некъ. — 1979. — 28 окт.
8. Плиев М. — С. Бехделла хир дац = Не запятнался: [стих.] / М. — С. Плиев / гоч. А. Юсупов // Ленинан некъ. — 1979. — 28 окт.
9. Плющ М. Ленински комсомол = Ленинский комсомол: [стих.] / М. Плющ / гоч. А. Юсупов // Ленинан некъ. − 1976. — 1 сент.
10. Тихонов Н. Ленинград: [стих.] / Н. Тихонов / гоч. А. Юсупов // Ленинан некъ. — 1976. — 3 дек.
11. Чахкиев С. Божжий, жай = Козел и овцы: [басня] / С. Чахкиев / гоч. А. Юсупов // Ленинан некъ. — 1981. — 19 авг.
12. Шавхелишвили А. Аьхке = Лето: [стих.] / А. Шавхелишвили / гоч. А. Юсупов // Ленинан некъ. — 1977. — 20 март.
13. Шавхелишвили А. Безамца совНат де = Одари любовью: [стих.] / А. Шавхелишвили / гоч. А. Юсупов // Ленинан некъ. — 1977. — 20 март.
14. Шавхелишвили А. Вайнехан бIов = Вайнахская башня: [стих.] / А. Шавхелишвили / гоч. А. Юсупов // Ленинан некъ. — 1977. — 26 окт.
15. Шавхелишвили А. Вицлур вац = Не забудут: [стих. Советски Союзан Турпахочунна X. Нурадиловна] / А. Шавхелишвили / гоч. А. Юсупов // Ленинан некъ. — 1979. — 19 авг.
16. Шавхелишвили А. ЖаIуйн илли = Песня чабана: [стих.] / А. Шавхелишвили / Гоч. А. Юсупов // Ленинан некъ. — 1977. — 20 март.
17. Шавхелишвили А. КIайн акха газа = Дикая белая коза: [стих.] / А. Шавхелишвили / гоч. А. Юсупов // Ленинан некъ. — 1977. — 24 июль.
18. Шавхелишвили А. КIанте = Сыну: [стих.] / А. Шавхелишвили / гоч. А. Юсупов // Ленинан некъ. — 1977. — 26 окт.
19. Шавхелишвили А. Ленинна = Ленину: [стих] / А. Шавхелишвили / гоч. А. Юсупов // Ленинан некъ. — 1976. — 6 окт.
20. Шавхелишвили А. Нохчийн йоIе = Чеченской девушке: [стих.] / А. Шавхелишвили / гоч. А. Юсупов // Ленинан некъ. — 1977. — 24 июль.
21. Шавхелишвили А. Хьехахь цхьаьнакхетар = Встреча в пещере: [поэма] / А. Шавхелишвили / гоч. А. Юсупов // Ленинан некъ. — 1978. — 23 авг.
22. Шавхелишвили А. ЦIа ца бирзинчарна = Не вернувшимся: [стих.] / А. Шавхелишвили / гоч. А. Юсупов // Ленинан некъ. — 1979. — 19 авг.
23. Шавхелишвили А. Юха а хьоьца = Снова с тобой: [стих.] / А. Шавхелишвили / гоч. А. Юсупов // Ленинан некъ. − 1977. — 26 окт.
24. Шавхелишвили А. Iуьйре = Утро: [стих.] / А. Шавхелишвили / гоч. А. Юсупов // Ленинан некъ. — 1977. — 24 июль.
25. Шкваркон И. П. Ненан куьйгаш = Руки матери: [стих.] / И. П. Шкваркон / гоч. А. Юсупов // Ленинан некъ. — 1980. — 29 февр.
26. Шкваркон И. П. Ненан куьйгаш = Руки матери: [стих.] / И. П. Шкваркон / гоч. А. Юсупов // Орга. — 1981. — № 2. — С. 52-53.
27. Шкваркон И. П. Тийначу сохьтехь = В час затишья: [стих.] / И. П. Шкваркон / гоч. А. Юсупов // Ленинан некъ. − 1980. — 29 февр.
28. Шкваркон И. П. Тийначу сохьтехь= В час затишья: [стих.] / И. П. Шкваркон / гоч. А. Юсупов // Орга. — 1981. — № 2. С. 52-53.
29. Шкваркон И. П. ТIелеташ, лаьтта охьаоьгу… = Сражаясь, мы падаем: [стих.] / И. П. Шкваркон / гоч. А. Юсупов // Ленинан некъ. — 1980. — 29 февр.
30. Шкваркон И. П. ТIелеташ, вай лаьтта охьаоьгу… = Сражаясь, мы падаем: [стих.] / И. П. Шкваркон / гоч. А. Юсупов // Орга. — 1981. — № 2. — С. 52—53.
31. Яни А. БIаьстенан деза де = Весенний праздник: [стих] / А. Яни / гоч. А. Юсупов // Коммунизман байракх. — 1987. — 30 мая.
32. Яни А. Даймехкан герб = Герб страны: [стих] / А. Яни / гоч. А. Юсупов // Коммунизман байракх. — 1987. — 21 сент.